# Playa de Santiago
Playa de Santiago är en ort i Spanien.   Den ligger i provinsen Provincia de Santa Cruz de Tenerife och regionen Kanarieöarna, i den sydvästra delen av landet, 1 800 km sydväst om huvudstaden Madrid. Playa de Santiago ligger 10 meter över havet och antalet invånare är 989. Den ligger på ön La Gomera.
Terrängen runt Playa de Santiago är varierad. Havet är nära Playa de Santiago åt sydost.  Närmaste större samhälle är San Sebastián de la Gomera, 10,8 km nordost om Playa de Santiago. 